# Гайдушек, Мирослав
Мирослав Гайдушек (чеш. Miroslav Gajdůšek; род. 20 сентября 1951, Отроковице) — чехословацкий футболист, полузащитник, игрок национальной сборной.
Гайдушек начал свою карьеру при клубе «Йискра» из родного города Отроковице. В 1969 он переходит в клуб Готтвальдов, а уже через год оказывается в пражской «Дукле». В «Дукле» Гайдушек 2 раза выигрывает национальный чемпионат и становится обладателем Кубка Чехословакии, а всего сыграл 355 игр, в которых забил 77 мячей. Гайдушек обычно играл полузащитником, но иногда его ставили центральным нападающим. Заканчивал карьеру Гайдушек в клубе «Витковице» в 1984 году.
В период с 1971 по 1980 Гайдушек играл за сборную Чехословакии, за которую провёл 48 матчей, забив 4 мяча. Он принял участие в ЧЕ-1980, в котором Чехословакия выиграла бронзу.

## Достижения
- Чемпион Чехословакии: 1977, 1979
- Обладатель Кубка Чехословакии: 1970, 1981
- Бронзовый призёр Чемпионата Европы: 1980